# 沼澤犰狳
沼澤犰狳（學名：Dasypus sabanicola），又名北長鼻犰狳及利亚诺斯长鼻犰狳，是犰狳科下的一個物種，是哥倫比亞及委內瑞拉的特有種。此種與九帶犰狳和凱氏犰狳的關係密切。此種只有非常少的毛髮，可重達22磅（9.5千克），並可以長到約2.1英尺（60厘米）長。它生活在茂密的植被附近的石灰岩地層。與大多數其他的犰狳一樣，以螞蟻為食。